# Ambler River
Der Ambler River ist ein etwa 131 km langer rechter Nebenfluss des Kobuk River im Nordwesten des US-Bundesstaats Alaska.

## Flusslauf
Der Ambler River hat seine Quelle am Nakmaktuak-Pass in den Schwatka Mountains, einem Teilgebirge der Brooks Range. Von dort fließt er in südlicher Richtung aus der Gebirgskette heraus, wendet sich anschließend nach Westen und später nach Südwesten. Er nimmt die ebenfalls aus dem Gebirge kommenden rechten Nebenflüsse Redstone River und Miluet Creek auf. Der Ambler River mündet nahe dem Ort Ambler in den nach Westen strömenden Kobuk River.

## Namensgebung
Der Fluss wurde von Lieutenant Stoney der U.S. Navy 1890 nach Dr. James M. Ambler benannt, ein Chirurg der U.S. Navy auf der U.S.S. Jeannette, der 1881 während der von Lieutenant Commander G. W. De Long geführten Arktis-Expedition im Lenadelta 1881 starb.